# باتری های رادیکال آلی
باتری رادیکال آلی (ORB) نوعی باتری است که اولین بار در سال 2005 ساخته شده است. با وجود اینکه در سال 2011، تحقیقات و تلاش هایی برای توسعه این نوع محصول جهت استفاده عمومی مورد بحث بود؛ اما این کالا در دسترس استفاده نبود. باتری های رادیکال آلی به طور بالقوه نسبت به باتری های مبتنی بر فلزات با محیط زیست سازگارتر هستند، زیرا از پلیمرهای رادیکال آلی (پلاستیک های انعطاف پذیر) برای تامین انرژی الکتریکی به جای فلزات استفاده می کنند. این باتری ها به عنوان یک جایگزین پرقدرت و بهینه به جای باتری لیتیوم یون در نظر گرفته می شوند. نمونه های اولیه کاربردی باتری توسط گروه ها و شرکت های مختلف تحقیقاتی از جمله شرکت ژاپنی NEC مورد تحقیق و توسعه قرار گرفته است.
پلیمرهای رادیکال آلی که در باتری‌های رادیکال آلی (ORB) استفاده می‌شوند، نمونه‌هایی از رادیکال‌های پایدار هستند که توسط اثرات استریک و/یا رزونانس پایدار می‌شوند.  به عنوان مثال، رادیکال نیتروکسید در (2,2,6,6- تترا متیل پیپریدین-1-ایل) اوکسیل (TEMPO)، که رایج‌ترین واحد فرعی استفاده‌شده در ORBها است، یک رادیکال مولکولی پایدار با مرکز اکسیژن است. در اینجا، رادیکال توسط توزیع الکترون‌ها از نیتروژن به سمت اکسیژن پایدار می‌شود. رادیکال‌های TEMPO می‌توانند به اسکلت‌های پلیمری متصل شوند تا پلی(2,2,6,6- تترا متیل پیپریدنی‌اکسیل-4-یل متاکریلات) (PTMA) را تشکیل دهند. ORBهای مبتنی بر PTMA چگالی بار کمی بالاتر از باتری‌های لیتیوم-یونی معمولی دارند، که به‌طور نظری این امکان را می‌دهد که یک ORB بتواند بار بیشتری نسبت به یک باتری لیتیوم-یونی با اندازه و وزن مشابه فراهم کند.
تا سال ۲۰۰۷، تحقیقات در زمینه باتری‌های رادیکال آلی (ORB) عمدتاً به سمت باتری‌های ترکیبی ORB/لیتیوم-یونی هدایت می‌شد، زیرا پلیمرهای رادیکال آلی با ویژگی‌های الکتریکی مناسب برای آند، سخت به سنتز می‌رسیدند.

## کاربرد های شاخص
تا سال ۲۰۱۵، باتری‌های رادیکال ارگانیک (ORB) هنوز در حال توسعه بودند و در استفاده تجاری قرار نگرفته بودند. به‌طور نظری، ORBها می‌توانستند باتری‌های لیتیوم-یونی را به عنوان باتری‌هایی با ظرفیت شارژ مشابه یا بالاتر و زمان شارژ مشابه یا کوتاه‌تر، جایگزین کنند. این ویژگی‌ها باعث می‌شود ORBها برای دستگاه‌های الکترونیکی قابل حمل مناسب باشند.
باتری‌های رادیکال آلی (ORB) اولین بار در سال ۲۰۰۵ توسط شرکت NEC مورد تحقیق و توسعه قرار گرفتند با این هدف که در آینده‌ای نزدیک به‌طور گسترده برای تأمین انرژی دستگاه‌های کوچک مورد استفاده قرار گیرند. [۱]آنها کار خود را با اندازه ۰.۳ میلی‌متر و زمان شارژ بسیار سریع آغاز کردند. از آغاز توسعه، کارت‌های هوشمند و برچسب‌های RFID اهداف اصلی استفاده از ORBها بودند. NEC همچنین روی یک باتری بزرگتر به اندازه ۰.۷ میلی‌متر کار کرده است که ضخیم‌تر است، اما ظرفیت شارژ بالایی برابر با ۵ میلی‌آمپر ساعت دارد.
با توجه به واکنش های اکسایش کاهش (ردوکس) سریعی که در این باتری ها اتفاق می افتد، رادیکال های نیتروکسید موجود در ORB ها در کارکرد لحظه ای کامپیوتر پس از قطع برق مفید نشان داده شده اند. اگرچه مقدار زمان اضافی ارائه شده کوتاه است، اما کافی است به رایانه اجازه داده شود قبل از خاموش شدن کامل از اطلاعات مهم پشتیبان تهیه کند.

## کارکرد باتری های رادیکال آلی
باتری‌های پلیمر رادیکال به واکنش ردوکس یک رادیکال آلی برای ایجاد پتانسیل الکتروشیمیایی وابسته هستند. رایج‌ترین مثال از چنین واکنش ردوکس رادیکال آلی، واکنش رادیکال‌های نیتروکسید است، مانند رادیکالی که در مولکولی به نام (2,2,6,6- تترا متیل پیپریدین-1-ایل) اوکسیل، که به TEMPO معروف است، یافت می‌شود. یک رادیکال نیتروکسید می‌تواند اکسید شده و به کاتیون اوکزامونیوم تبدیل شود یا کاهش یابد و به آنیون هیدروکسیلامین تبدیل گردد.

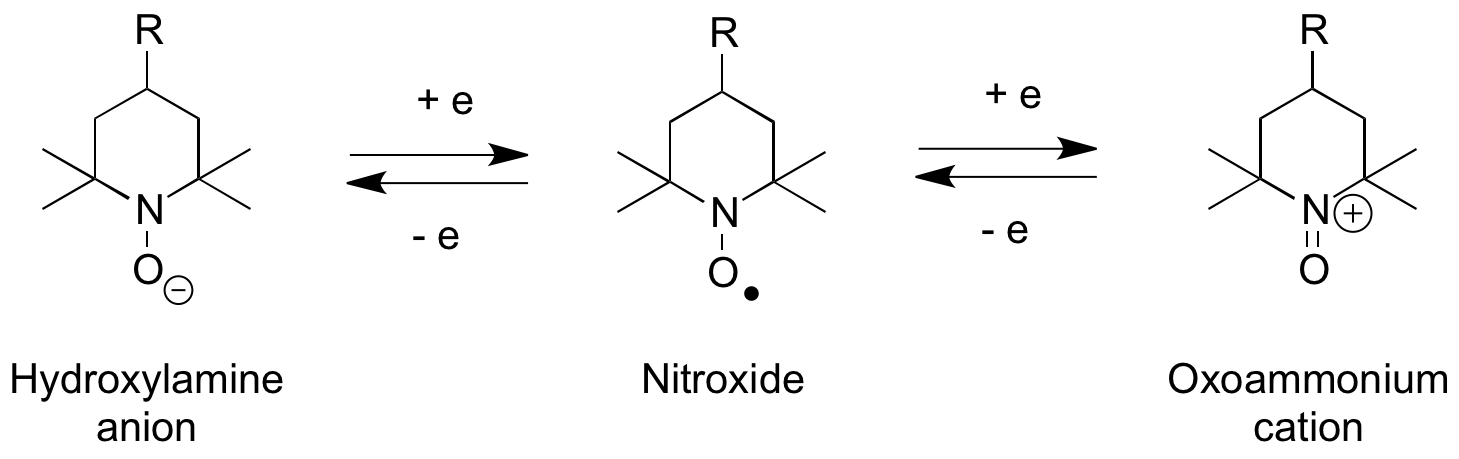

الکترود مثبت از جفت ردوکس نیتروکسید - اوکزامونیوم کاتیون برای ایجاد پتانسیل الکتروشیمیایی استفاده می‌کند، به این معنی که وقتی باتری تخلیه می‌شود، رادیکال نیتروکسید اکسید شده و به کاتیون اوکزامونیوم تبدیل می‌شود و وقتی باتری شارژ می‌شود، کاتیون اوکزامونیوم به نیتروکسید کاهش می‌یابد. پتانسیل‌های ردوکس برای نیتروکسیدها کمی تغییر می‌کنند و برای جفت ردوکس نیتروکسید TEMPO، پتانسیل اکسیداسیون آن +0.87 ولت است. الکترود مثبت اغلب به شکل یک ژل ساخته شده از جامدات رادیکال آلی و گرافیت است که با الکترولیت‌ها نفوذ کرده است. [۱] گرافیت با پلیمر ترکیب می‌شود تا هدایت الکتریکی را افزایش دهد.
الکترود منفی از جفت ردوکس نیتروکسید - آنیون هیدروکسیلامین برای ایجاد پتانسیل الکتروشیمیایی استفاده می‌کند، به این معنی که وقتی باتری تخلیه می‌شود، رادیکال نیتروکسید کاهش یافته و به آنیون هیدروکسیلامین تبدیل می‌شود و وقتی باتری شارژ می‌شود، آنیون هیدروکسیلامین اکسید شده و به نیتروکسید باز می‌گردد. این واکنش نیمه‌دارای پتانسیل اکسیداسیون -0.11 ولت است. از آنجا که این واکنش نیمه به راحتی قابل برگشت نیست مانند واکنش نیمه در الکترود مثبت، چندین گروه تحقیقاتی از استفاده از باتری‌های رادیکال آلی خالص پرهیز کرده و به جای آن از باتری‌های ترکیبی فلز/ORB استفاده می‌کنند که معمولاً شامل کاتد پلیمر رادیکال و همان آند موجود در باتری‌های لیتیوم-یونی قابل شارژ است. 

## سنتز و تولید پلیمر های رادیکالی
چندین روش سنتزی برای سنتز گونه‌های پُلی رادیکال به منظور استفاده در باتری‌های رادیکال آلی به کار رفته‌اند. روش‌های زیر برای سنتز پلی(2,2,6,6- تترا متیل پیپریدینی‌اکسیل-4-یل متاکریلات) (PTMA) و دیگر پلیمرهای نیتروکسید استفاده شده‌اند.

### پلیمری شدن رادیکال های آزاد
اولین تلاش‌ها برای سنتز PTMA شامل سنتز پلیمر بدون عملکرد رادیکال از طریق پلیمریزاسیون رادیکال آزاد بود. پس از سنتز پلیمر، عملکرد نیتروکسید می‌تواند از طریق اکسیداسیون معرفی شود. 

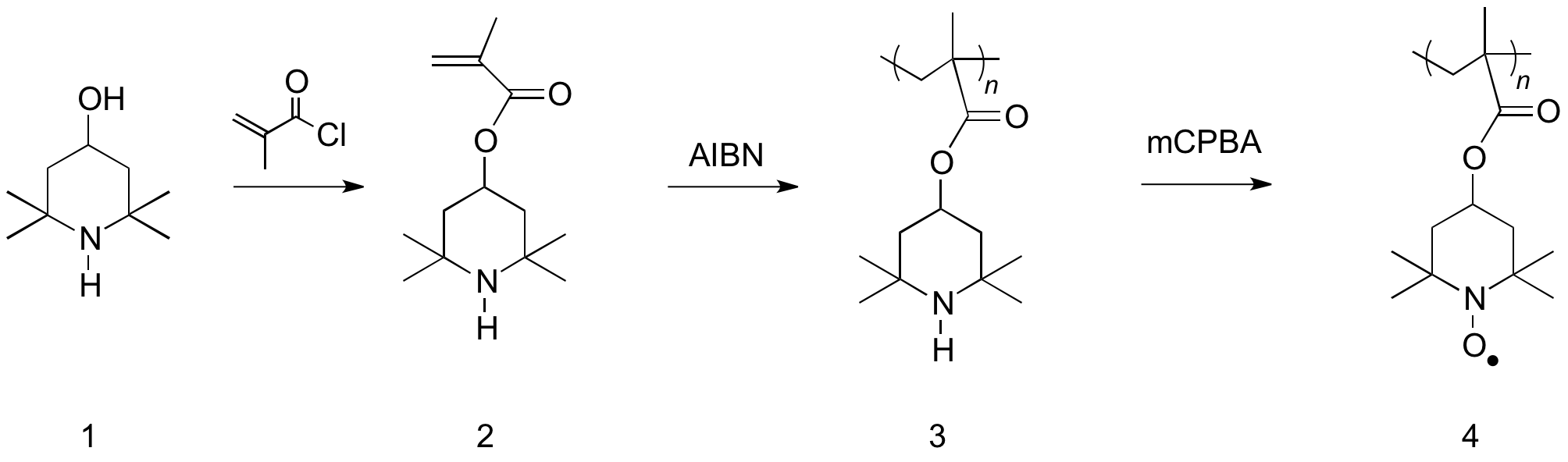

چندین گروه به سنتز PTMA (4) از طریق پلیمریزاسیون رادیکالی آزاد 2،2،6،6-تترا متیل پیپریدین متاکریلات (2) با استفاده از AIBN به عنوان آغازگر رادیکالی پرداخته‌اند. این مونومر از 2،2،6،6-تترا متیل-4-پیپریدینول (1) و کلرید متاکریلوئیک تهیه شده است. پلیمر خنثی پیش‌ساخته (3) با استفاده از 3-کلروپرواکسید بنزوئیک اسید به پلیمر رادیکالی پایدار (4) اکسید می‌شود. روش‌های سنتزی مشابهی نیز با استفاده از 4-متاکریلوکسی-N-هیدروکسی-2،2،6،6-تترا متیل پیپریدین به جای 2،2،6،6-تترا متیل پیپریدین متاکریلات پیشنهاد شده است.

پلیمریزاسیون رادیکالی آزاد به‌عنوان یک روش سنتزی چندین معایب دارد. محدودیت اصلی آن این است که اکسیداسیون پلیمراساس‌های پیش‌ساز هرگز به ۱۰۰% نمی‌رسد. در نتیجه، PTMA سنتز شده بین ۶۵% تا ۸۱% از مقدار تئوری ممکن گروه‌های نیتروکساید را دارد. کاهش تعداد گروه‌های نیتروکساید تأثیر منفی بر ظرفیت بارگذاری پلیمر می‌گذارد و کارایی آن را در باتری‌های رادیکالی آلی محدود می‌کند. نه تنها تعداد گروه‌های نیتروکساید کمتری موجود است، بلکه واکنش‌های جانبی بین گروه‌های غیر اکسید شده و کاتیون‌های اکزامونیوم، معکوس‌پذیری ردوکس ترکیب را کاهش می‌دهند.
مشکلات پلیمریزاسیون رادیکالی آزاد PTMA می‌توانستند در صورتی که مرحله اکسیداسیون لازم نبود، برطرف شوند. با این حال، از آنجا که رادیکال‌های نیتروکساید با هر رادیکال کربنی که در حین پلیمریزاسیون تشکیل می‌شود واکنش نشان می‌دهند، استفاده از مونوتر با رادیکال نیتروکساید عملاً ممکن نیست.

### پلیمری شدن با استفاده از RAFT

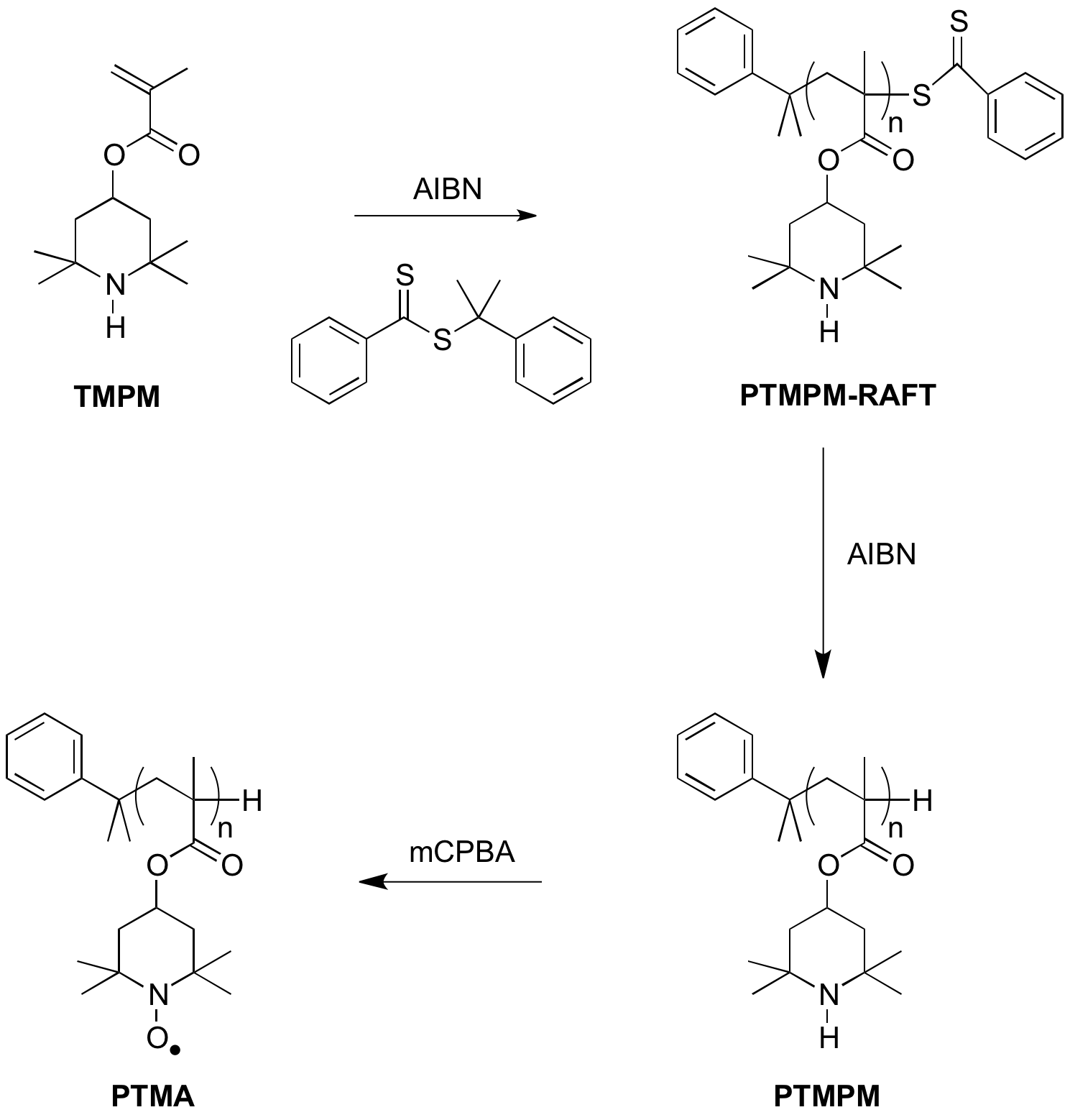

یکی از تکنیک‌های نسبتاً جدید شناسایی شده برای سنتز PTMA، نوعی پلیمریزاسیون رادیکالی آزاد به نام پلیمریزاسیون میانجی‌گری شده توسط انتقال زنجیره‌ای با افزودگی-تجزیه برگشت‌پذیر (RAFT) است.

پلیمریزاسیون میانجی‌گری شده توسط RAFT برای سنتز PTMA از همان مونوتر آغازین استفاده می‌کند که در پلیمریزاسیون رادیکالی آزاد به‌کار می‌رود. با استفاده از روش RAFT برای پلیمریزاسیون ۲,۲,۶,۶- تترا متیل-۴-پیپریدینیل متاکریلات (TMPM)، مونوتر آغازین، پلی(۲,۲,۶,۶- تترا متیل-۴-پیپریدینیل متاکریلات) یا PTMPM-RAFT تولید می‌شود. اکسیداسیون مستقیم PTMPM-RAFT به PTMA عملی نیست، زیرا اکسیداسیون مستقیم باعث واکنش‌های جانبی می‌شود که در آن گروه انتهایی تیوسکارونیل‌تیول PTMPM-RAFT واکنش نشان داده و محصولی ژل‌مانند و نامحلول تشکیل می‌دهد. در عوض، مقدار اضافی AIBN برای حذف سر واکنش‌پذیر به‌کار می‌رود تا PTMPM تشکیل شود، که سپس می‌تواند توسط اسید متا-کلروپروبنزوئیک اکسید شده و به PTMA مورد نظر تبدیل شود. 
علیرغم وعده‌های پلیمریزاسیون میانجی‌گری شده توسط RAFT، غلظت رادیکال گزارش شده تنها ۶۹ ± ۴% بود.

### پلیمری شدن با استفاده از کاتالیزگر رودیم
پلیمریزاسیون کاتالیز شده توسط رودیم از مونوترهایی که گروه TEMPO دارند، برخی از چالش‌های پلیمریزاسیون رادیکالی آزاد را اجتناب می‌کند زیرا مرحله اکسیداسیون برای تولید رادیکال لازم نیست.
ساختار (2,2,6,6- تترا متیل پیپریدین-1-یل)اکسیل یا TEMPO در زیر نشان داده شده است.

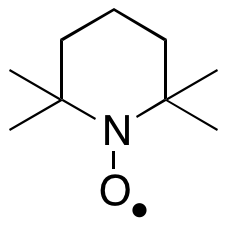

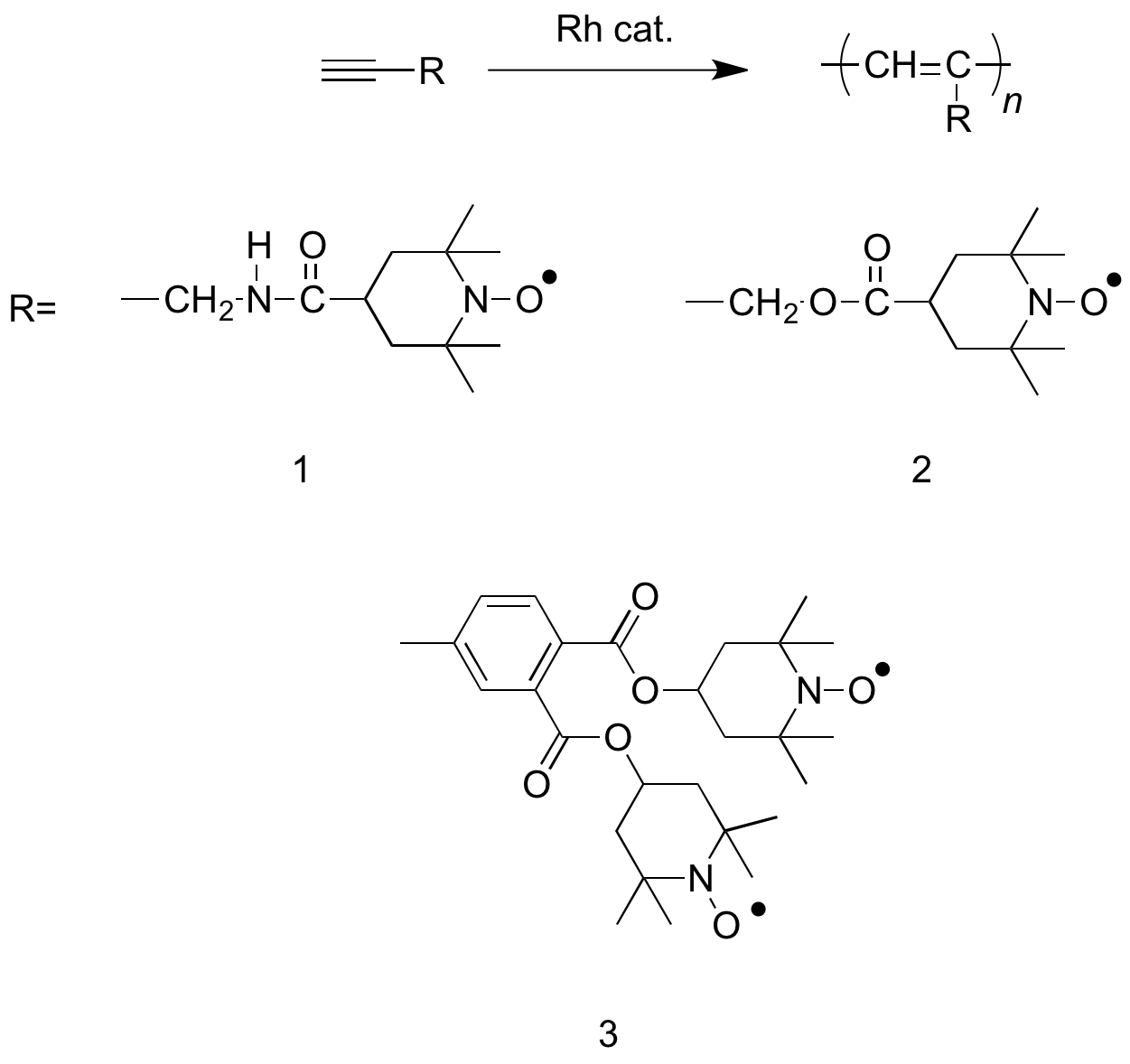

مونومرهای زیر (۱-۳) می‌توانند از طریق واکنش تراکمی بین گروه‌های کربوکسیل و گروه‌های آمینی یا هیدروکسیل مشتقات استیلن و انواع مشتقات TEMPO سنتز شوند. پلیمریزاسیون این مونومرها با استفاده از کاتالیزور رودیم Rh+[n6-C6H5B−(C6H5)3] به پایان می‌رسد. سنتز پلیمرهای حاوی TEMPO با کاتالیز رودیوم با بازدهی کمی بالا انجام شده است.
استفاده از کاتالیزور رودیم با وجود اینکه ممکن است به دلیل بازدهی بالا مفید باشد، اما استفاده از یک کاتالیزور فلزی، چالش اضافی جداسازی کاتالیزور از محصول نهایی را به همراه دارد.

### پلیمریزاسیون آنیونی
پلیمرسازی آنیونی مستقیم مونومرهای حاوی نیتروکسیل همچنین برای سنتز PTMA استفاده شده است. پلیمرسازی آنیونی ایده‌آل نیست زیرا باید تحت شرایط بسیار دقیقی انجام شود تا از واکنش‌های جانبی جلوگیری شود. استفاده از 1,1-دی‌فنیل‌هگزیدیل‌لیتیوم به‌عنوان آغازگر واکنش برخی از واکنش‌های جانبی را با اثرات استری حذف می‌کند، با این حال، روش‌های لازم برای این فرآیند مناسب برای سنتز در مقیاس بزرگ نیستند.

### پلیمرسازی انتقال گروهی
پلیمرسازی انتقال گروهی، مانند پلیمرسازی کاتالیز شده با رودیوم برای PTMA، امکان پلیمرسازی مونومرهای رادیکال نیتروکسیل را فراهم می‌کند. برخلاف مونومرهای کاتالیز شده با رودیوم، پلیمرسازی انتقال گروهی از سیلیکون برای کاتالیز کردن فرآیند پلیمرسازی استفاده می‌کند.

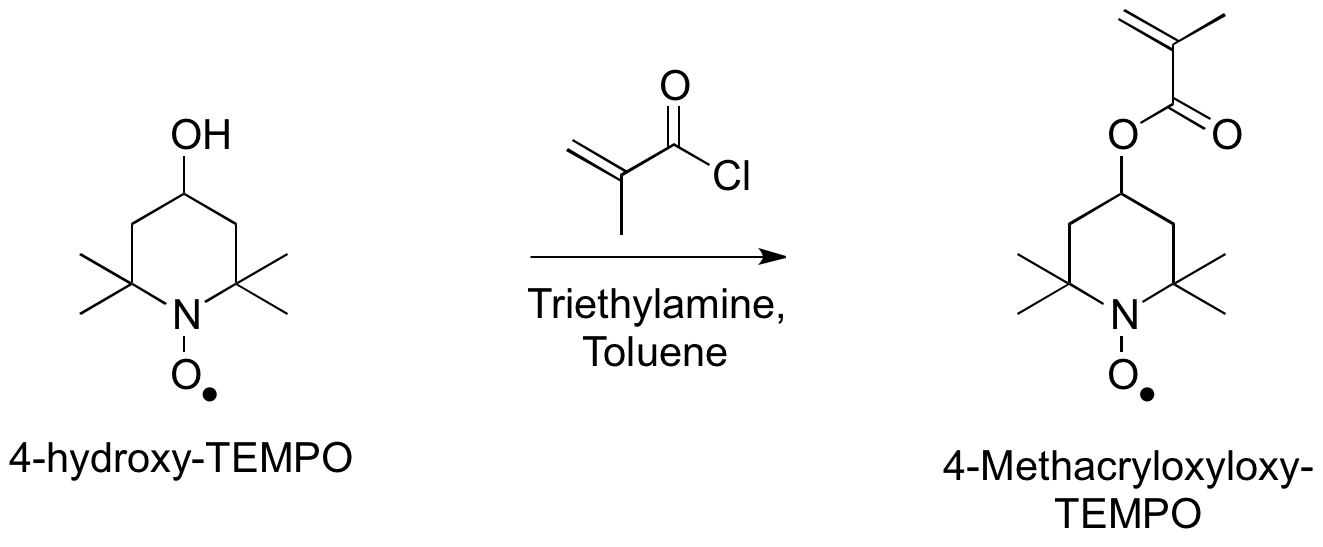

تهیه مونو مر 4-متاکریلوکسیلوکسی-TEMPO می‌تواند از طریق استیله کردن 4-هیدروکسی-TEMPO با متاکریلوئیل کلراید انجام شود.

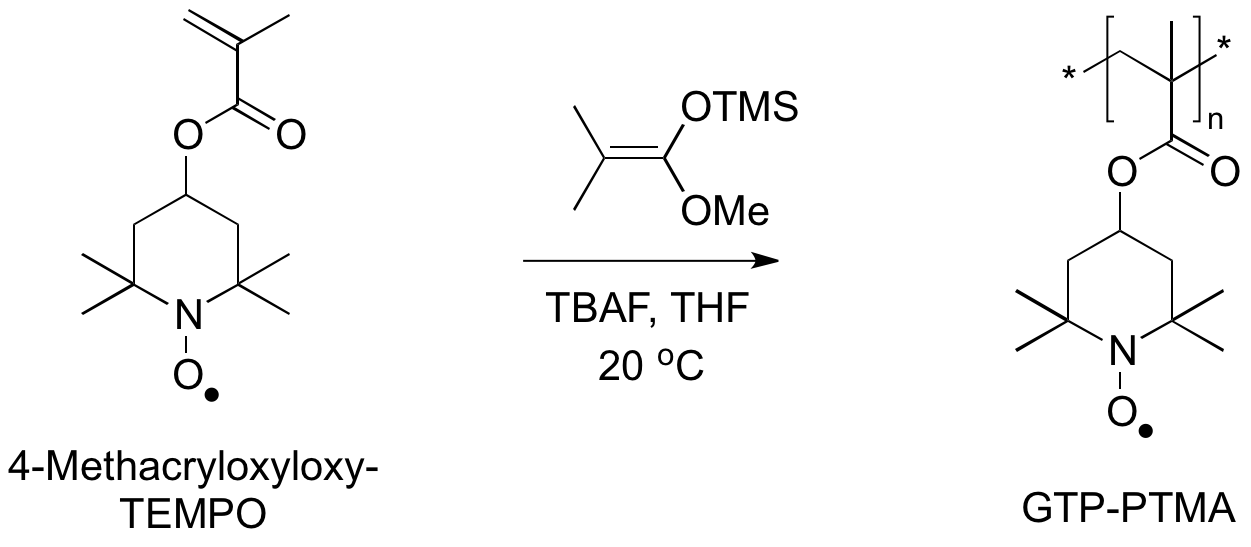

پلیمرسازی با استفاده از 1-متیوکسی-2-متیل-1-تریمتیلسیلوکسی‌پروپن (MTS) به عنوان کاتالیزگر به سرعت در دمای اتاق پیش می‌رود و PTMA را تشکیل می‌دهد. تترا بوتیل آمونیوم فلوئورید (TBAF) به عنوان کاتالیزگر اضافی استفاده می‌شود.
در ادامه توجیحی برای استفاده از روش پلیمری گروهی ذکر می شود.

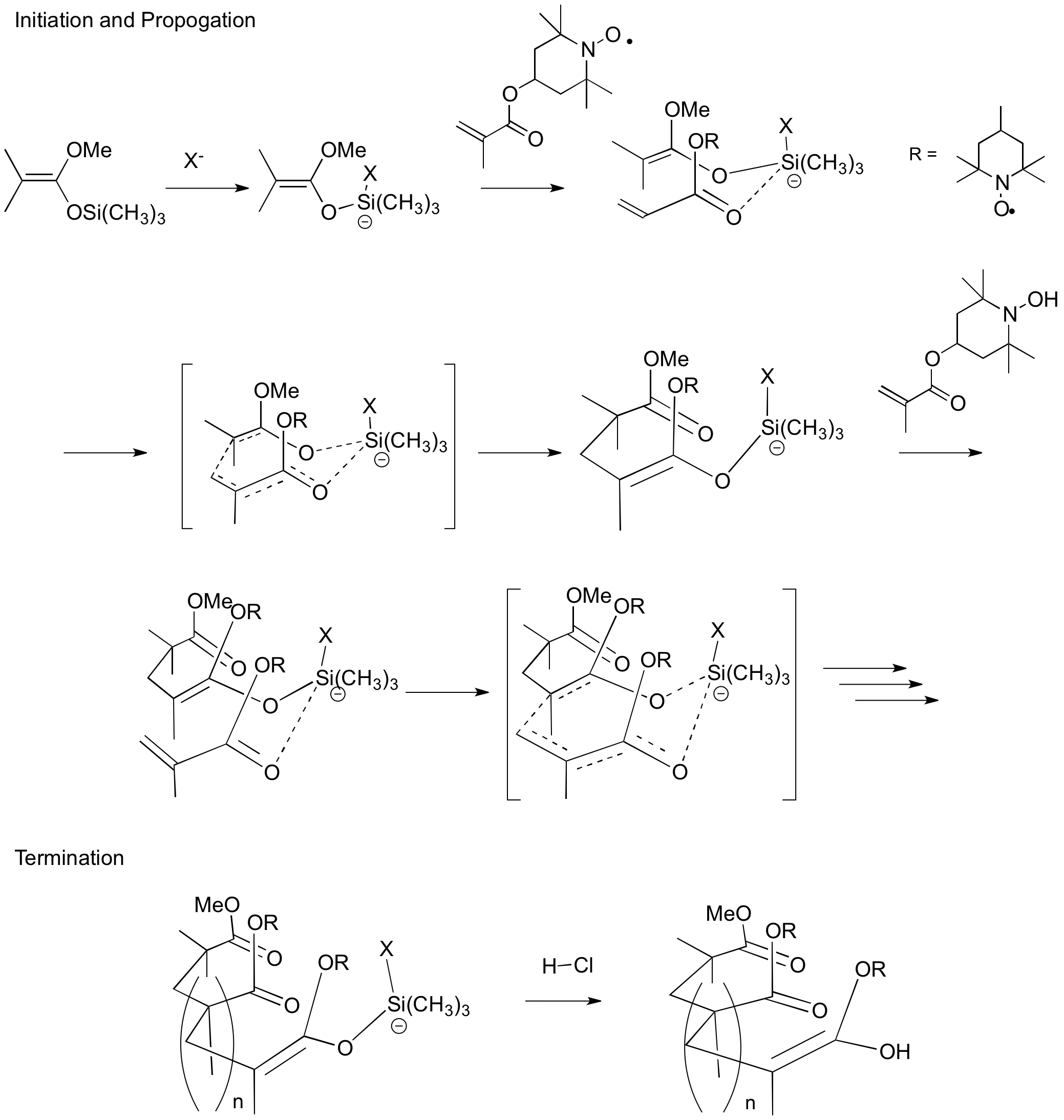

## مزایای استفاده از باتری های رادیکال آلی
باتری‌های رادیکال آلی (ORB) از باتری‌های لیتیوم-یون از نظر زیست‌محیطی بسیار بهتر هستند زیرا ORB ها حاوی فلزاتی نیستند که مشکل دفع صحیح آن‌ها وجود داشته باشد. ORB ها غیرسمی و غیرقابل اشتعال هستند و نیاز به مراقبت اضافی هنگام استفاده ندارند.[۱] سوختن پلیمرهای رادیکال نیتروکسید تنها دی‌اکسید کربن، آب و اکسید نیتروژن تولید می‌کند بدون اینکه خاکستر یا بویی به جا بگذارد.
در حالی که باتری‌های رادیکال آلی (ORB) از نظر زیست‌محیطی دوستانه هستند، خواصی دارند که از نظر عملکرد مشابه باتری‌های لیتیوم-یون هستند: ORB ها ظرفیت نظری معادل 147 میلی‌آمپر ساعت بر گرم دارند که کمی بیشتر از باتری‌های لیتیوم-یون با ظرفیت 140 میلی‌آمپر ساعت بر گرم است. [۱] همچنین، ORB ها زمان شارژ مشابهی دارند و ظرفیت شارژ-دشارژ خود را به خوبی حفظ می‌کنند، به طوری که بعد از 500 چرخه، 75٪ از شارژ اولیه خود را حفظ می‌کنند که مشابه باتری‌های لیتیوم-یون است. [3 ۱] علاوه بر این، غلظت رادیکال در ORB ها در شرایط محیطی به اندازه‌ای پایدار است که بیش از یک سال بدون تغییر باقی می‌ماند. ORB ها همچنین از باتری‌های لیتیوم-یون انعطاف‌پذیرتر هستند، که این ویژگی آن‌ها را برای انطباق با محدودیت‌های طراحی مختلف، مانند دستگاه‌های منحنی، مناسب‌تر می‌سازد.

## معایب و مشکلات توسعه
یک مشکل عمده در توسعه باتری‌های ORB، دشواری در سنتز الکترود منفی مناسب است. این معضل به دلیل آن است که واکنش ردوکس الکترود منفی به‌طور کامل معکوس‌پذیر نیست. باتری‌های هیبریدی ORB/Li-ion، که در آن الکترود منفی با الکترود موجود در باتری‌های Li-ion جایگزین می‌شود، به‌عنوان یک راه‌حل برای غلبه بر این مشکل پیشنهاد شده‌اند.
واکنش‌های پلیمرسازی مونومرهای حاوی رادیکال پایدار نیز به عنوان یک چالش در توسعه شناخته شده‌اند. رادیکال‌های آلی پایداری که برای عملکرد باتری حیاتی هستند، گاهی در واکنش‌های جانبی مختلف پلیمرسازی مصرف می‌شوند. با این حال، یک گروه تحقیقاتی موفق شده است یک پلیمر رادیکال آلی متقاطع سنتز کند و تنها ۰.۴٪ از رادیکال‌های آلی را در فرایند سنتز پلیمر از دست داده است.

## جستار وابسته
- مهندسی برق
- باتری
- باتری لیتیم یون
- مهندسی مکانیک
- مهندسی مواد
- علم مواد
- گرافیت